# Антонівська волость (Єлисаветградський повіт)
Антонівська волость (Антонівсько-Шамівська) — історична адміністративно-територіальна одиниця Єлизаветградського повіту Херсонської губернії із центром у селі Антонівка.
Станом на 1886 рік складалася з 24 поселень, 24 сільських громад. Населення — 2937 осіб (1454 чоловічої статі та 1483 — жіночої), 351 дворових господарство.
|                     | Площа, десятин | У тому числі орної, дес. |
| ------------------- | -------------- | ------------------------ |
| Сільських громад    | 2404           | 1596                     |
| Приватної власності | 19732          | 7139                     |
| Казенної власності  | —              | —                        |
| Іншої власності     | —              | —                        |
| Загалом             | 22136          | 8735                     |

Найбільше поселення волості:
- Антонівка (Шамівка) — колишнє власницьке село при річці Березівка за 40 верст від повітового міста, 202 особи, 36 дворових господарств.
- Криничувате — колишнє власницьке село при річці Березівка, 371 особа, 63 дворових господарства, винний склад.

За даними 1894 року у волості налічувалось 51 поселення, 626 дворових господарств, населення становило 3449 осіб.